# Калиев, Анвар Мадиевич
Анвар Мадиевич Калиев (1921—1998) — старшина Советской Армии, участник Великой Отечественной войны, Герой Советского Союза (1944).

## Биография
Анвар Калиев родился 8 марта 1921 года в деревне Тарханы (ныне — Ярковский район Тюменской области). Сибирский татарин. После окончания семи классов школы работал в колхозе. В 1940 году Калиев был призван на службу в Рабоче-крестьянскую Красную Армию. С августа 1941 года — на фронтах Великой Отечественной войны. Участвовал в битве за Москву, боях подо Ржевом, Курской битве. К осени 1943 года сержант Анвар Калиев был разведчиком 326-й отдельной разведроты 246-й стрелковой дивизии 65-й армии Центрального фронта. Отличился во время форсирования Десны и битвы за Днепр.
16 сентября 1943 года разведгруппа, в составе которой находился и Калиев, переправилась через Десну в районе села Мезин Коропского района Черниговской области Украинской ССР. Калиев провёл разведку переднего края обороны противника и доставил эти сведения командованию. 19 октября 1943 года Калиев в составе разведгруппы переправился через Днепр в районе посёлка Лоев Лоевского района Гомельской области Белорусской ССР и провёл разведку немецких огневых точек. В обоих случаях действия Калиева способствовали успешной переправе советских войск через реки.
Указом Президиума Верховного Совета СССР «О присвоении звания Героя Советского Союза генералам, офицерскому, сержантскому и рядовому составу Красной Армии» от 15 января 1944 года за «образцовое выполнение боевых заданий командования на фронте борьбы с немецкими захватчиками и проявленными при этом отвагу и геройство» сержант Анвар Калиев был удостоен высокого звания Героя Советского Союза с вручением ордена Ленина и медали «Золотая Звезда» за номером 1924.
Конец войны Калиев встретил в Германии. За время своего участия в боях он захватил 33 «языка», в том числе одного полковника и одного лейтенанта. В 1946 году в звании старшины Калиев был демобилизован. Проживал и работал в различных городах Узбекской ССР, с 1983 года проживал в Ташкенте. Скончался 11 сентября 1998 года, похоронен в деревне Юртабор Ярковского района Тюменской области.
Был также награждён орденами Отечественной войны 1-й степени, Красной Звезды и Славы 3-й степени, рядом медалей.
В честь Калиева названа школа на его родине.